# Кларк (окръг, Канзас)
Вижте пояснителната страница за други населени места с името Кларк.
Окръг Кларк (на английски: Clark County) е окръг в щата Канзас, Съединени американски щати. Площта му е 2530 km², а населението - 2206 души. Административен център е град Ашланд.